# Assecatge dels aliments

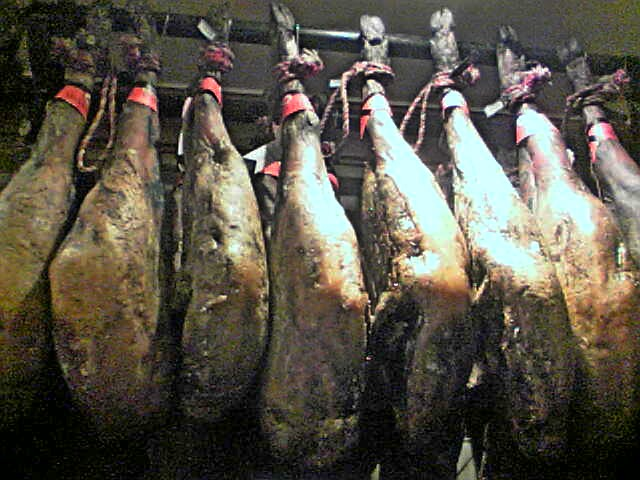
Pernils ibèrics penjats en un assecador.

L'assecatge dels aliments  és un mètode de conserva d'aliments que consisteix a extreure l'aigua d'aquests, fet que evita la proliferació de microorganismes i la putrefacció. L'assecat d'aliments mitjançant el sol i el vent per evitar el seu deteriorament ha estat conegut des de temps molt antics. L'aigua sol eliminar-se per evaporació (assecat a l'aire, al sol, fumat o al vent) però, en el cas de la liofilització, els aliments es congelen en primer lloc i després s'elimina l'aigua per sublimació. S'utilitza també en la formació d'aliments d'humitat intermèdia, els quals tenen una major vida útil gràcies al seu baix potencial hídric generat a partir de processos de deshidratació.
Els bacteris i microorganismes de l'interior dels aliments i procedents de l'aire necessiten aigua en l'aliment per créixer. L'assecat els impedeix de forma efectiva, sobreviure en ell. També crea una capa exterior dura, ajudant a evitar que els microorganismes penetrin en els aliments.

## Tipus d'aliments secs

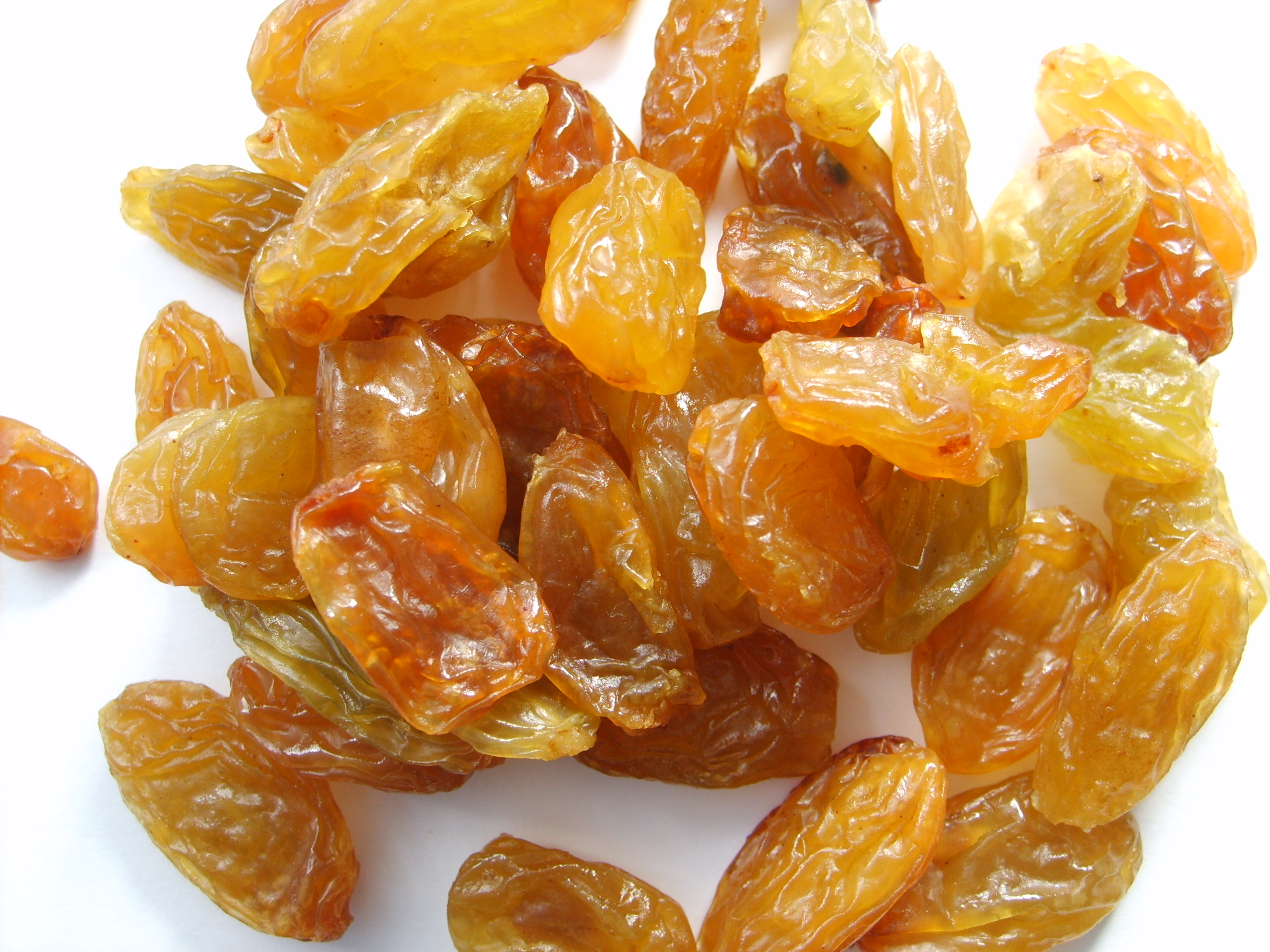
Panses.

Molts diferents aliments es preparen per deshidratació. Alguns exemples són carns com el pernil, el bresaola i la cecina. La carn de ren seca i salada és un aliment tradicional lapó. Durant segles, gran part de la dieta europea va dependre del bacallà sec, conegut com a bacallà en salaó. Un altre peix sec comú és la moixama de tonyina.
La fruita canvia completament el seu caràcter quan s'asseca, com és el cas de les panses i les prunes, les figues i els dàtils també es transformen. L'assecat rares vegades s'utilitza per una hortalissa, ja que elimina qualsevol vitamina que contingui, però els bulbs com ara l'all i la ceba s'assequen sovint. També són freqüents els pebrots xilis secs. A Itàlia són típics els tomàquets assecats al sol, que se solen consumir com  antipasti .

## Mètodes
Hi ha molts mètodes diferents per efectuar l'assecat, cadascun amb les seus propis avantatges per a determinades aplicacions.
Alguns són inclouen:
- Atomitzadors
- Assecat al sol
- Forns casolans
- Liofilització

## Vegeu també

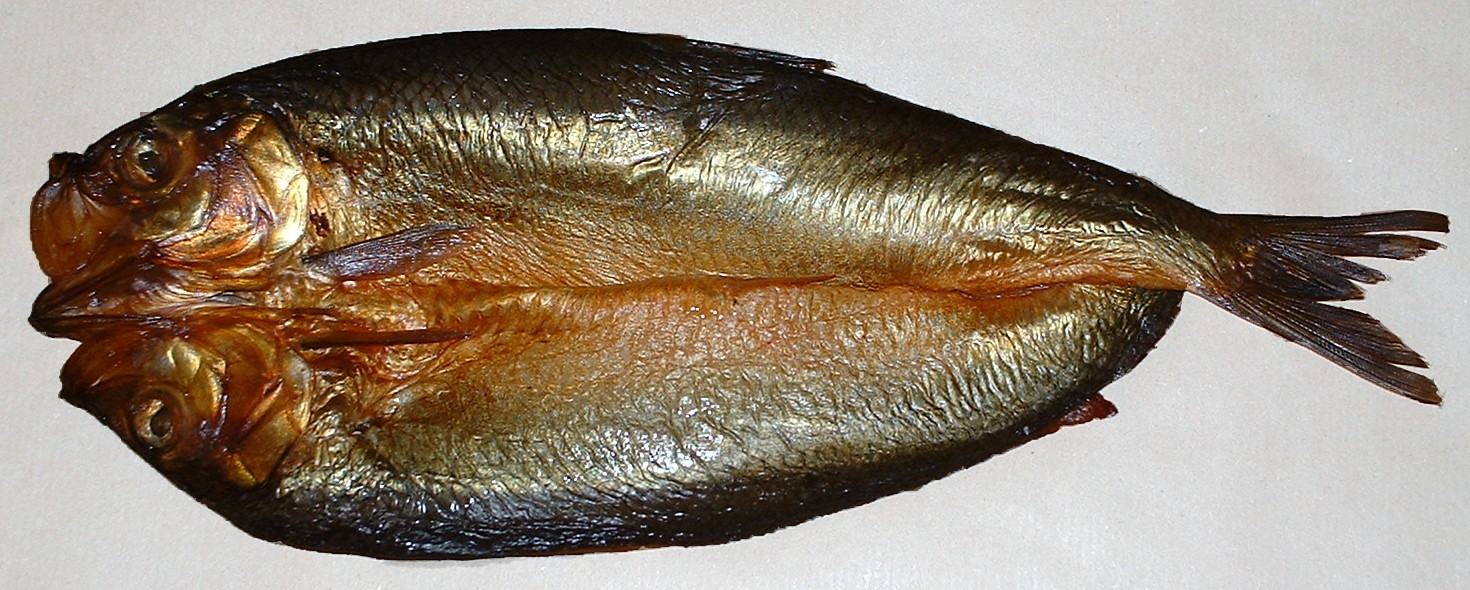
Arengada assecada i fumada (Kipper).